# Tjuna
Tjuna (russisk: Чуна, tr. Tjuna er en flod i Irkutsk oblast og Krasnojarsk kraj i Rusland. Floden er 1.203 km lang, med et afvandingsareal på 56.800 km².
Tjuna har sit udspring længst sydvest i Irkutsk oblast, på omkring 2.500 meters højde på den nordlige skråning af de østlige Sajanbjerge. Fra kilden løber floden mod nord over den midtsibiriske højslette, gennem byen Nizjneudinsk, og drejer derefter mod vest til den løber sammen med Birjusa og danner floden Tasejeva. 
53°49′44″N 96°47′59″Ø / 53.8289°N 96.7997°Ø